# Фок (митология)
Вижте пояснителната страница за други значения на Фок.
Φοκ в древногръцката митология е син на Еак, царя на Егина и нереидата Псамата, която опитвайки се да избяга от него се превърнала в тюлен.
Тъй като Фок се отличавал във всички състезания, полу-братята му Пелей и Теламон съставили план за неговото убийство. Когато Теламон изтеглил жребий да се състезава с Фок, той метнал диск в главата на Фок и го убил. След това занесли тялото му в гората и го закопали. По-късно убийството било разкрито и Еак изгонил двамата братя от Егина.